# Бутем Крезент
Бутем Крезент (англ. Bootham Crescent) — футбольный стадион в городе Клифтон неподалёку от Йорка (Северный Йоркшир, Англия). Стадион был открыт в 1932 году, всё время на нём играла команда «Йорк Сити», которая до этого 10 лет играла на стадионе «Фулфордгейт», к которому было довольно трудно добраться. Помимо матчей «Йорк Сити», «Бутем Крезент» принял несколько международных матчей юношеской сборной Англии. Помимо футбольных матчей, на стадионе также проводятся поп-концерты, фейерверки, матчи по американскому футболу и регбилиг.
Освещение стоимостью £14 500 было установлено в 1959 году. «Бутем Крезент» принимал матчи Футбольной лиги до 2004 года, когда «Йорк Сити» вылетел в Национальную конференцию. «Йорк Сити» вернулся в Футбольную лигу в 2012 году. В 2005 году стадион был переименован в «КитКат Крезент» (англ. KitKat Crescent), поскольку клуб заключил сделку с компанией Nestlé (сделка истекла в январе 2010 году). На данный момент стадион вмещает 7872 зрителя.